# Sara Alvarado Pontón
 (janvier 2012).
Si vous disposez d'ouvrages ou d'articles de référence ou si vous connaissez des sites web de qualité traitant du thème abordé ici, merci de compléter l'article en donnant les références utiles à sa vérifiabilité et en les liant à la section « Notes et références ».
María Sara Alvarado Pontón, née à Bogota le 12 septembre 1902, morte le 28 mars 1980, est une religieuse, fondatrice des « Dominicaines filles de Notre-Dame de Nazareth (es) ».

## Biographie
Treizième enfant de Dámaso Alvarado et Felisa Pontón, dès l’enfance la maladie (rhumatisme) la tient éloignée des amusements de son âge. Sa première communion lui laisse un souvenir inoubliable ; elle ressent alors un appel à la sainteté. Les plaisirs du monde l’attirent aussi. Sa santé ne lui permettant pas de devenir missionnaire, elle fait divers essais de vie religieuse, active ou contemplative, qui aboutissent à des échecs. Elle sent qu’elle est appelée à quelque chose de spécial. Elle prie beaucoup. Elle crée une œuvre de servantes, pour les personnes les plus marginalisées. Beaucoup des personnes accueillies sont des campagnardes sans instruction, exploitées, humiliées et maltraitées par leurs patrons, parfois elles arrivent sur le trottoir, en danger physique et spirituel. 
Le 11 février 1938, Sara quitte définitivement la maison de ses parents et s’installe aux environs de Bogotá, dans une ferme nommée San Gregorio, où les filles peuvent loger et recevoir les attentions dont elles ont besoin. En prière devant le Saint Sacrement du 4 au 6 mars 1938, la fondatrice écrit son projet pour l’œuvre des servantes qui aura comme but « la plus grande gloire de Dieu et le bien du prochain ». La date retenue par l'historiographie pour la fondation est le 25 mars 1938. Le nouvel ordre prend le nom de « Dominicas Hijas de Nuestra Señora de Nazareth », les « Dominicaines filles de Notre-Dame de Nazareth ». La situation des filles demande une solution rapide : un asile pour celles qui sont vieilles et malades, éducation et instruction scolaire et religieuse pour toutes. 

« Notre vie sera simple et commune, à l’imitation de Jésus, Marie et Joseph à Nazareth. Vie cachée de prière et de travail, nous emploierons ces deux moyens pour l’apostolat ; dans notre façon d’être nous observerons une dignité aimable, une douceur et une humilité qui inspire confiance... nous exercerons la charité avec toutes... comme des esclaves de la Sainte Vierge, nous aurons comme devoir sacré l’accomplissement de ses paroles, en étant comme elle profondément et sincèrement humbles. »

À partir de 1940, l’œuvre Nazareth est soutenue par le frère Enrique Alberto Higuera Barrera (es), dominicain, qui par la suite sera réputé cofondateur de la congrégation. 
Le 9 novembre 1948, après une grave crise dans l’œuvre, Notre-Dame de Chiquinquirá, patronne de la Colombie, est couronnée généralissime, reine et maîtresse de cette œuvre. 
En janvier 1964 l’œuvre est approuvée comme congrégation de droit diocésain, le 15 avril elle est déclarée agrégée à l’ordre, et les Sœurs revêtent l’habit blanc et noir. En septembre 1975, la congrégation est approuvée par le pape Paul VI. 
En 1980 la mère Sara meurt en réputation de sainteté. Sa cause de béatification est en cours. L'Église lui a donné en 2001 le titre de servante de Dieu.